# Vanguel Temelkovski
Vanguel Temelkovski Temov (en macedonio: Вангел Темелковски Темов; Carev Dvor, 1896 - Skopie, 27 de abril de 1972) fue un obrero macedonio-estadounidense que combatió durante la guerra civil española.

## Biografía
Temelkovski nació en 1896 en el pueblo de Carev Dvor, municipio de Resen. Era obrero de profesión y partidario de la independencia de Macedonia, viéndose obligado a emigrar a Canadá y, en 1927, a Estados Unidos. En 1933 se afilió al Partido Comunista de los Estados Unidos.
Llegó a España el 26 de febrero de 1937 para luchar en las Brigadas Internacionales del bando republicano en la guerra civil española. Resultó herido durante la guerra y tuvo que ser repatriado a Estados Unidos en mayo de ese mismo año.
En 1946, regresó a Macedonia, a Skopie, donde falleció el 27 de abril de 1972.